# 도카이도주히자쿠리게
도카이도주히자쿠리게(東海道中膝栗毛)는 일본 에도 시대에 1802년 ~ 1814년에 출판된 짓펜샤 잇쿠(十返舎一九)의 문학 서적이다.
야지로 베(弥次郎兵衛)와 기타하(喜多八)가 도카이도를 여행하면서 각지의 풍물을 접하는 견문록이다.